# Babtų-Varluvos miškai
Babtų-Varluvos miškai este o arie protejată (sit de importanță comunitară — SCI) din Lituania întinsă pe o suprafață de 3.129,21 ha, integral pe uscat.

## Localizare
Centrul sitului Babtų-Varluvos miškai este situat la coordonatele 55°02′47″N 23°51′23″E / 55.0463°N 23.8565°E.

## Înființare
Situl Babtų-Varluvos miškai a fost declarat sit de importanță comunitară în februarie 2009 pentru a proteja 3 specii de animale.

## Biodiversitate
Situată în ecoregiunea boreală, aria protejată conține 7 habitate naturale: Pajiști fino-scandinave uscate până la mezice, bogate în specii de altitudine mică, Păduri caducifoliate bătrâne naturale hemiboreale fino-scandinave (Quercus, Tilia, Acer, Fraxinus sau Ulmus) bogate în specii epifite, Păduri fino-scandinave bogate în ierburi cu Picea abies, Păduri caducifoliate de mlaștină fino-scandinave, Păduri de stejar sau de stejar și carpen sub-atlantice și medio-europene de Carpinion betuli, Păduri pe pante, grohotișuri și ravene de Tilio-Acerion, Păduri aluvionare cu Alnus glutinosa și Fraxinus excelsior (Alno-Padion, Alnion incanae, Salicion albae).
La baza desemnării sitului se află mai multe specii protejate de  nevertebrate (3): fluturele flitirar (Euphydryas maturna), fluturele purpuriu (Lycaena dispar), Phengaris teleius.